# Ana Fernández (volley-ball)
Pour les articles homonymes, voir Ana Fernández.
Ana Ibis Fernández est une ancienne joueuse cubaine de volley-ball née le 3 août 1973 à Sancti Spíritus (Cuba). Elle mesure 1,86 m et jouait au poste de centrale.

## Clubs
| Club                   | De        | À         |
| ---------------------- | --------- | --------- |
| Matanzas               | 1991-1992 | 1996-1997 |
| Volley Vicenza         | 1997-1998 | 1997-1998 |
| Volley Bergamo         | 1998-1999 | 1998-1999 |
| Virtus Reggio Calabria | 1999-2000 | 1999-2000 |
| UCAM Murcia            | 2003-2004 | 2003-2004 |
| Matanzas               | 2004-2005 | 2004-2005 |
| Grupo 2002 Murcia      | 2005-2006 | 2005-2006 |
| Tenerife Marichal      | 2006-2007 | 2007-2008 |
| Leningradka            | 2008-2009 | 2008-2009 |
| CAV Murcia 2005        | 2009-2010 | 2009-2010 |
| Vóley Murcia           | jan 2013  | 2014-2015 |

## Palmarès

### Équipe nationale
- Jeux olympiques
  -  1992 à Barcelone
  -  1996 à Atlanta
  -  2000 à Sydney
  -  2004 à Athènes
- Championnat du monde (2)
  - Vainqueur : 1994, 1998.
- Coupe du monde (2)
  - Vainqueur : 1995, 1999.
- Grand Prix Mondial (2)
  - Vainqueur : 1993, 2000.
  - Finaliste : 1994, 1996, 1997.
- World Grand Champions Cup (1)
  - Vainqueur : 1993.
- Championnat d'Amérique du Nord
  - Vainqueur : 1991, 1993, 1995, 1997, 1999.

### Clubs
- Ligue des champions (1)
  - Vainqueur : 1999.
- Coupe de la CEV (1)
  - Vainqueur : 2000.
- Championnat d'Italie (1)
  - Vainqueur : 1999.
- Coupe d'Italie (1)
  - Vainqueur : 2000.
- Supercoupe d'Italie
  - Vainqueur :1998.

### Distinctions individuelles
- Grand Prix Mondial de volley-ball 1996: Meilleure attaquante.
- Championnat du monde de volley-ball féminin 1998: Meilleure attaquante.
- Grand Prix Mondial de volley-ball 2000: Meilleure attaquante.
- Challenge Cup féminine 2008-2009: Meilleure marqueuse.